# Лондонски споразум (1518)
Лондонски споразум (енгл. Treaty of London, шп. Tratado de Londres) 1518. био је пакт о ненападању између великих европских држава. Потписници су били Бургундија, Француска, Енглеска, Свето римско царство, Холандија, Папска држава и Шпанија, које су се сложиле да не нападају једни друге и да притекну у помоћ свима који су били нападнути.
Споразум је осмислио кардинал Томас Вулси и тако су га потписали амбасадори дотичних нација у Лондону. Папа Лав X првобитно је позвао на петогодишњи мир, док су му монарси Европе помогли да се избори са растућом моћи Османског царства, које је задирала на Балкан. Волси је био веома заинтересован за склапање трајног мира и убедио је Хенрија VIII да избегне рат и да крене дипломатским путем у спољним пословима.

## Позадина
У 15. веку је успостављен мир на 50 година на Апенинском полуострву, које је било подељено на много малих градова-држава. Само је мали рат у Ферари између Млетачке републике и Папске државе за контролу над Фераром проузроковао привремени прекид мира.
Углавном миран период завршио се француском инвазијом на Италију 1494. Уследио је низ малих ратова, а 1518. године политичке могућности мировног споразума су се чиниле остварењем.

## Услови
Све европске земље су позване у Лондон (Велика московска кнежевина и Османско царство нису европске). Споразум се надао да ће повезати 20 водећих европских држава у мир једна са другом и тако окончати рат између европских држава.
Октобра 1518. покренут је споразум између представника Енглеске и Француске. Потом су га ратификовале друге европске државе и папа. Споразумом је успостављена одбрамбена лига заснована на одређеним условима. Централно начело је било да државе са активном спољном политиком морају да се залажу за став неагресије. Као последица тога, државе потписнице су такође морале да обећају да ће заједнички ратовати против сваке државе која прекрши услове споразума.
У то време, Споразум се сматрао тријумфом Томаса Вулсија. То је омогућило Хенрију VIII да значајно повећа свој положај у европским политичким круговима.

## Наслеђе
Мир који је донео споразум био је веома кратак. Ратови су избили за неколико година, укључујући ратове између Данске и Шведске, као и савеза Енглеске и Шпаније против Француске. Мировни покрет се, међутим, наставио у наредним вековима и постао део покрета просветитељства у 18. веку.
Неки историчари су били скептични да су потписници уговора заиста намеравали да испоштују обавезе из споразума, док су други историчари тврдили да је постојао истински осећај јединства хришћана у то време и заједнички осећај претње коју је представљало Османско царство.